# Frondaria caulescens
Frondaria caulescens är en orkidéart som först beskrevs av John Lindley, och fick sitt nu gällande namn av Carlyle August Luer. Frondaria caulescens ingår i släktet Frondaria och familjen orkidéer. Inga underarter finns listade i Catalogue of Life.